# Parcel Post Equipment Company
Parcel Post Equipment Company war ein US-amerikanischer Hersteller von Kraftfahrzeugen.

## Unternehmensgeschichte
Das Unternehmen wurde 1914 in Grand Rapids in Michigan gegründet. Es war eine Reorganisation der Decatur Motor Car Company (1909–1912) und der darauf folgenden Grand Rapids Motor Truck Company (1912–1913). Die Produktion von Nutzfahrzeugen wurde fortgesetzt. Der Markenname lautete weiterhin Decatur. Das erste Fahrzeug wurde auf der Boston Truck Show präsentiert. Ebenfalls 1914 ergänzte ein Personenkraftwagen das Sortiment. 1915 endete die Produktion.

## Fahrzeuge
Das einzige Pkw-Modell war der 12/14 HP. Ein wassergekühlter Vierzylindermotor mit 12/14 PS Leistung trieb über ein Dreiganggetriebe und eine Kette die Hinterräder an. Die Motorhaube war auffallend lang. Das Fahrgestell hatte 259 cm Radstand. Der offene Roadster bot Platz für zwei Personen. Der Neupreis betrug 790 US-Dollar.
Das Nutzfahrzeug hatte die gleiche Basis. Überliefert sind für die Anfangszeit wahlweise der oben genannte Vierzylindermotor oder ein luftgekühlter V2-Motor. Die Ladefläche war vor dem Fahrer. Die Karosserien waren austauschbar. Die Nutzlast betrug anfangs etwa 270 kg. Ab 1915 ist nur noch ein Vierzylindermotor mit 14 PS Leistung genannt. Das Fahrzeug war nun für eine Nutzlast von etwa 360 kg ausgelegt.